# ستريت فايتر إي إكس 3

غلاف اللعبة

ستريت فايتر إي إكس 3 (باليابانية: ストリートファイターEX3) و(بالإنجليزية: Street Fighter EX3)‏ لعبة قتالية أنتجت من قبل شركة كابكوم في العام 2000 على منصة بلاي ستيشن 2 منذ اطلاقها.